# K011
K011（けー ぜろいちいち）、およびK011 Z（けー ぜろいちいち ぜっと）は、京セラによって開発・製造された、auブランドを展開するKDDIおよび沖縄セルラー電話のCDMA 1X WIN（現・au 3G）対応音声通話用端末である。製造型番はK011がKY011（けーわい ぜろいちいち）、K011 ZがKY011 Z（けーわい ぜろいちいち ぜっと）。

## 概要
- K009（KY009）の実質的な後継機種で基本的に幅広い世代をターゲットとしているが、主に子供を持つ若年の家族（ヤングファミリー）に最適としており、このほかスマートフォンでの高額な通信料金に不安を持つ一部のビジネスユーザー（主に30代～40代）に向けた高機能系フィーチャーフォンとしての位置付けも考慮している。
- SAR値は0.212W/kg（側頭部での場合）と低く、KCP3.x系プラットフォームを搭載した既存のauフィーチャーフォンとしては一番低い[2]。
- 2012年7月に追加されたカメラなしモデルのK011 Zは機密保護・業務外利用対策を前提とした法人向け機種となっている。本体色はプレミアムブラックのみとなる。

## 沿革
- 2012年（平成24年）5月15日 - KDDI、および京セラより公式発表。
- 2012年6月14日 - 連邦通信委員会（FCC）を通過[3]。
- 2012年6月27日 - 東北・中部・中国・四国・九州地区にて先行発売。
- 2012年6月28日 - 上記以外の残りの地区にて発売。
- 2012年7月 - カメラなしモデルのK011 Zを発売。
- 2014年（平成26年）1月 - 北陸地区にて販売終了。
- 2016年（平成28年）4月30日 - スマートフォンやタブレットの普及によるユーザーの減少に伴い、LISMO Book Storeのサービス終了。ただしダウンロード済みのコンテンツは、サービス終了後も利用できる[4]。
- 2018年(平成30年)3月31日 - EZアプリ、およびグローバルパスポート（GSM除く）等の各種サービスが終了[5]。
- 2022年（令和4年）3月31日 - 3Gサービスの終了・停波により当端末は使用不可となる。

## 主な機能・対応サービス
- mamorinoナビ
- セルフメニュー
- 辞書機能（明鏡モバイル国語辞典ほか）
- とじるとロック
- ブラインドスクリーン（覗き見防止機能）
- 着信表示設定
- ゆっくり通話・はっきり通話
- でか文字
- すぐ文字
- バイリンガル機能
- ブログアップ機能（K011 Zを除く）
- Twitter投稿機能
- ショッピング検索機能
- フォトブック（K011 Zを除く）
- ICレコーダー機能

ほか
| 主な機能・対応サービス                                                                  | 主な機能・対応サービス                          | 主な機能・対応サービス                                 | 主な機能・対応サービス                          |
| --------------------------------------------------------------------------------------- | ----------------------------------------------- | ------------------------------------------------------ | ----------------------------------------------- |
| LISMO! (着うたフル) (着うたフルプラス) (LISMOビデオクリップ) (LISMO Video) (LISMO Book) | EZケータイアレンジ ティーンズモード             | バーコードリーダー&メーカー                            | PCサイトビューアー                              |
| au BOX                                                                                  | ワイヤレスミュージック                          | au Smart Sports Run & Walk Karada Manager フイットネス | EZナビウォーク                                  |
| EZ助手席ナビ                                                                            | 安心ナビ                                        | 災害時ナビ                                             | ナカチェン                                      |
| EZアプリ FullGame! Bluetooth対戦                                                        | EZアプリ(J・B)                                  | PCドキュメントビューアー                               |                                                 |
| アレンジメニュー                                                                        | マルチプレイウィンドウ クイックアクセスメニュー | じぶん銀行アプリ                                       |                                                 |
| EZニュースフラッシュ EZニュースEX                                                       | Bluetooth                                       | EZFeliCa                                               |                                                 |
| ケータイ de PCメール                                                                    | デコレーションメール                            | デコレーションアニメ                                   | au one メール                                   |
| 緊急地震速報 緊急通報位置通知                                                           | ワンセグ                                        | グローバルパスポート                                   | WIN HIGH SPEED 赤外線通信 (IrDA) auフェムトセル |

## 注・出典
1. ↑  最厚部は約17.0mm。
2. ↑  au電話の比吸収率について K011（au） 2012年6月26日閲覧
3. ↑  電子書籍サービス「LISMO Book Store」の提供終了について KDDI 2015年11月6日
4. ↑  3G ケータイ向けアプリサービス「EZアプリ」の配信、および一部サービスの終了について - KDDI 2016年4月28日。
5. ↑  2013年3月31日をもってサービス終了
6. ↑  ただし2画面同時表示には非対応。